# 吉岡ユリ
吉岡 ゆり（よしおか ゆり、1948年3月16日 - ）は、日本の女優。旧芸名は吉岡 百合子。
大阪府出身。
第8回ミス・エールフランスコンテスト準ミスを受賞。
受賞をきっかけに渡哲也の妹役として映画『野獣を消せ』で、デビュー。
新藤兼人監督『裸の19才』では、音羽信子の長女役を演じる。本作は、モスクワ国際映画祭で金賞受賞。
その美貌から、映画テレビで活躍。当時はテアトルドポッシュ所属していた
CMなどにも多数出演（東レ・エーザイ他）
1972年ドラマ「夕映の女」では主演を果たし、着物友禅のモデルとして、作中でも着物姿の美しさに定評を得る。
昭和の美しい女優の一人である。

## 出演作品

### テレビドラマ
- フジ三太郎（1968年）
- 特別機動捜査隊 第493話「牛乳と洋傘と殺人鬼」（1971年）
- おさな妻 第30話「赤ちゃん欲しいの」（1971年）
- 人形佐七捕物帳 第8話「飾り羽子板三人娘」（1971年） - お組
- 女人平家（1971年）
- ザ・ガードマン 第345話「まあ恥ずかしい! スターの告白」（1971年）
- 帰ってきたウルトラマン 第36話「夜を蹴ちらせ」（1971年） - 井口美砂子
- 夕映えの女（1972年） ※主演
- 銭形平次（1972年）
  - 第323話「その名は呼べない」
  - 第342話「しのび逢い」
- 怪談 第1話「四谷怪談」（1972年、NET）- お梅
- 太陽にほえろ!
  - 第7話「きたない奴」（1972年） - 寺林洋子
  - 第93話「真実の詩」（1974年） - 田所夫人
- シークレット部隊 第23話「恋人たちの終着駅」（1972年）
- 人造人間キカイダー 第26話「ミドリマンモス 地球冷凍作戦!!」（1973年） - まち子
- 刑事くん 第2部 第3話「青い蝶はどこへ」（1973年）
- 旅人異三郎 第16話「過ぎし日の面影が宿場に散った」（1973年） - おきん
- プレイガール
  - 第234話「ばら山荘恐怖の連続殺人」（1973年） - 妙子
  - 第255話「冬の夜の華麗なる殺人パーティー」（1974年） - しのぶ
- ご存知遠山の金さん 第3話「江戸小町五人娘」（1973年） - お京
- いただき勘兵衛 旅を行く 第13話「血気が一気に消えたとさ」（1974年） - 菊乃
- 水戸黄門 第5部 第11話「弥七の幽霊 -福知山-」（1974年） - お半
- 右門捕物帖 第31話「切腹」（1974年）
- 夜明けの刑事 第11話「それでも私は結婚したい」（1974年）
- 6羽のかもめ 第22話「大監督」（1975年）
- おんな浮世絵・紅之介参る! 第14話「殺し屋お蝶」（1975年）
- 部長刑事 第1016話「おんな友達」（1978年）

### 映画
- 野獣を消せ（1969年） - 浅井里子
- あらくれ（1969年） - 庄田礼子
- 裸の十九才（1970年） - 山田初子
- 空、みたか?（1972年） - 光子　主演

| スタブアイコン | サブスタブ | この項目は、まだ閲覧者の調べものの参照としては役立たない、俳優（男優・女優）に関連した書きかけの項目です。この項目を加筆・訂正などしてくださる協力者を求めています（P:映画/PJ芸能人）。 |